# دیک آیرس
ریچارد باچ آیرز (به انگلیسی: Richard Bache Ayers) ( ‎/ɛərz/‎ ؛ 28 آوریل 1924 - 4 مه 2014) هنرمند و کارتونیست اهل آمریکا بود که بیشتر به خاطر همکاری هایش با آقای جک کربی در اواخر 1950-1960 میلادی در عصر نقره ای کمیک شناخته میشود.از جمله کار های او The Fantastic Four از Marvel Comics میباشد. معروف ترین طراحی شخصیت این هنرمند روح سوار است که بعداً فیلمی نیز برای آن ساخته شد

## زندگی شخصی
آیرز در 7 آوریل 1951 با شارلوت لیندی والتر ازدواج کرد. او و همسرش دارای چهار فرزند بودند: پسران: ریچارد ، فرد و استیو و دختر او الین. آیرز در 4 مه 2014 ، در کمتر از یک هفته از تولد 90 سالگی اش ، در خانه اش در White Plains ، نیویورک درگذشت.  

## جوایز و افتخارات
- 1967 جایزه کوچه بهترین عنوان جنگ برای گروهبان. خشم و فرماندهان زوزه او
- 1968 جایزه کوچه بهترین عنوان جنگ برای گروهبان. خشم و فرماندهان زوزه او
- جایزه انجمن ملی کاریکاتوریست ها در سال 1985 برای بهترین کتاب طنز
- تالار مشاهیر کمیک بوک ویل آیزنر سال 2007
- جوایز Inkwell 2013 تالار مشاهیر جو سینوت[۳]